# Besættelsestiden
Besættelsestiden er en dansk dokumentarfilm.